# 韩洪 (唐朝)
韩洪（？—756年），京兆长安人，唐朝政治人物。韩休的儿子，韩滉、韩洄的哥哥。
韩洪為司庫員外郎。御史大夫王鉷犯法，籍沒其家，韩洪兄长韩浩為萬年县主簿，对王鉷家財有所隱匿，被京兆尹鮮于仲通揭發，配放循州。韩洪被貶職。後遇赦免，韩洪被唐玄宗任命為華州長史。安祿山之乱，西京失守，韩洪被賊军所获，安祿山的燕国给他授官，將見委任，韩洪與韩浩及弟弟韩汯、韩滉、韩渾一起藏到山谷，想到行在灵州投靠唐肃宗。至谷口，韩洪、韩浩、韩渾及韩洪四子都被賊军擒杀。韩洪重交友，有節義，見者為他流涕。唐肅宗以韩洪兄弟作为大臣的儿子能以忠死難，贈韩浩吏部郎中，韩洪太常卿，韩渾太常少卿。